# Holoschkuhria
Holoschkuhria là một chi thực vật có hoa trong họ Cúc (Asteraceae).

## Loài
Chi Holoschkuhria gồm các loài: